# Stadion Utama Palaran
Stadion Utama Palaran – wielofunkcyjny stadion w Samarindzie, w Indonezji. Jego pojemność wynosi 60 000 widzów. Obiekt powstał z myślą o organizacji 17. igrzysk narodowych, które odbyły się na nim w 2008 roku, niedługo po inauguracji. Na stadionie swoje mecze rozgrywa drużyna Persisam Putra Samarinda.